# Ruben Zackhras
Ruben Zackhras, né le 4 décembre 1947 sur l'atoll d'Ailinglaplap et mort le 1er janvier 2019, est un homme politique marshallais, membre du Parti démocratique uni.

## Biographie
Diplômé de l'université de Guam en administration publique en 1971, il est membre du Parlement depuis 1979. Cette même année, il devient ministre des Transports et des Communications. À partir de 1982, il est ministre des Transports et des Communications, de l'Intérieur, de la Santé, de l'Environnement et de la Justice, avant de devenir ministre des Finances en 1989. De 2000 à 2007, il exerce la fonction de vice-président du Parlement.
Il assure l'intérim de la fonction présidentielle lorsque Litokwa Tomeing est destitué après un vote de défiance, le 21 octobre 2009. Il demeure à la tête de l'État jusqu'au 2 novembre suivant, date de l'installation de Jurelang Zedkaia, élu le 26 octobre.